# Eletta (serie televisiva)
Eletta è una serie televisiva brasiliana, con protagonista Clarice Falcão.

## Trama
Fefê, a sorpresa per uno scherzo, viene eletta governatrice di Rio de Janeiro.

## Episodi
| n° | Titolo originale | Titolo italiano | Pubblicazione Regno Unito | Pubblicazione Italia |
| -- | ---------------- | --------------- | ------------------------- | -------------------- |
| 1  | Episode 1        | Episodio 1      | 7 ottobre 2022            | 7 ottobre 2022       |
| 2  | Episode 2        | Episodio 2      | 7 ottobre 2022            | 7 ottobre 2022       |
| 3  | Episode 3        | Episodio 3      | 7 ottobre 2022            | 7 ottobre 2022       |
| 4  | Episode 4        | Episodio 4      | 7 ottobre 2022            | 7 ottobre 2022       |
| 5  | Episode 5        | Episodio 5      | 7 ottobre 2022            | 7 ottobre 2022       |
| 6  | Episode 6        | Episodio 6      | 7 ottobre 2022            | 7 ottobre 2022       |
| 7  | Episode 7        | Episodio 7      | 7 ottobre 2022            | 7 ottobre 2022       |